# Mursallı, Germencik
Mursallı là một thị trấn thuộc huyện Germencik, tỉnh Aydın, Thổ Nhĩ Kỳ. Dân số thời điểm năm 2010 là 1.226 người.